# Wola Krzysztoporska (przystanek kolejowy)
Wola Krzysztoporska – nieczynna stacja kolejowa w Woli Krzysztoporskiej na linii kolejowej nr 24 Piotrków Trybunalski – Zarzecze, w powiecie piotrkowskim, w województwie łódzkim, w Polsce.

## Historia
Stacja w Woli Krzysztoporskiej powstała w 1977 roku, razem z linią kolejową nr 24. Docelowo jednak miała być stacją węzłową na magistrali Lublin – Wrocław; ze stacji w kierunku wschodnim miał być wyprowadzony dwutorowy szlak do Idzikowic.
Najpóźniej od 1984 roku stacja była eksploatowana w ruchu pasażerskim; postój miały tu pociągi z Piotrkowa do Bełchatowa oraz Elektrowni Bełchatów. Ruch został zawieszony w 2000 roku.
16 grudnia 2022 roku doszło do podpisania umowy między PKP PLK a Urzędem Marszałkowskim Województwa Łódzkiego na modernizację i wydłużenie linii kolejowej do Bogumiłowa. Według planów, stacja w Woli Krzysztoporskiej ma zostać odbudowana w formie mijanki.